# Parque rural de Teno

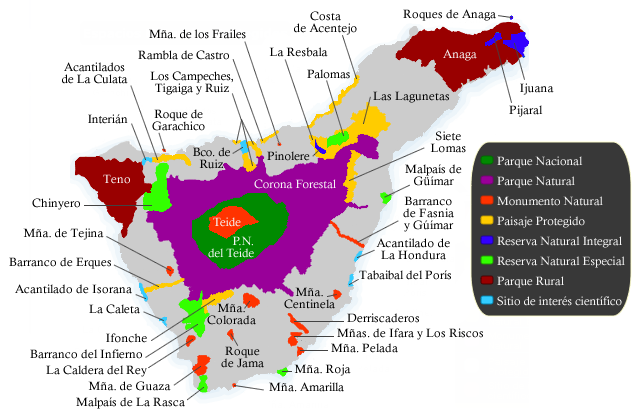
mapa chráněných území na Tenerife - parque rural de Teno je vyznačen tmavě červenou barvou v levé části mapy

Parque rural de Teno (do češtiny volně přeloženo jako Venkovský park Teno) se nachází na západním cípu ostrova Tenerife. Má přibližně trojúhelníkový tvar. Osa hlavních vrcholů, která je zároveň i rozvodnicí povrchových vod, vede ve směru z jihovýchodu k severozápadu. Jižní pobřeží je tvořeno strmými útesy Los Gigantes. Chráněné území bylo vyhlášeno v roce 1987 jako parque natural (přírodní park), v roce 1994 bylo reklasifikováno na parque rural.
Jeho celková rozloha je 8 063,6 hektarů. Park se rozprostírá na území obcí Buenavista del Norte, Los Silos, El Tanque a Santiago del Teide.
Terén je zde svažitý s mnohými strmými útesy a srázy. Tento horský masiv je převážně porostlý lesními společenstvími, které pomáhají zadržovat dešťovou vodu a chránit půdu před erozí. Převažující typ lesa je tzv. laurisilva typický pro některé ostrovy v regionu Makaronésie. Žije zde několik endemických rostlinných i živočišných druhů (např. holub kanárský či holub vavřínový).

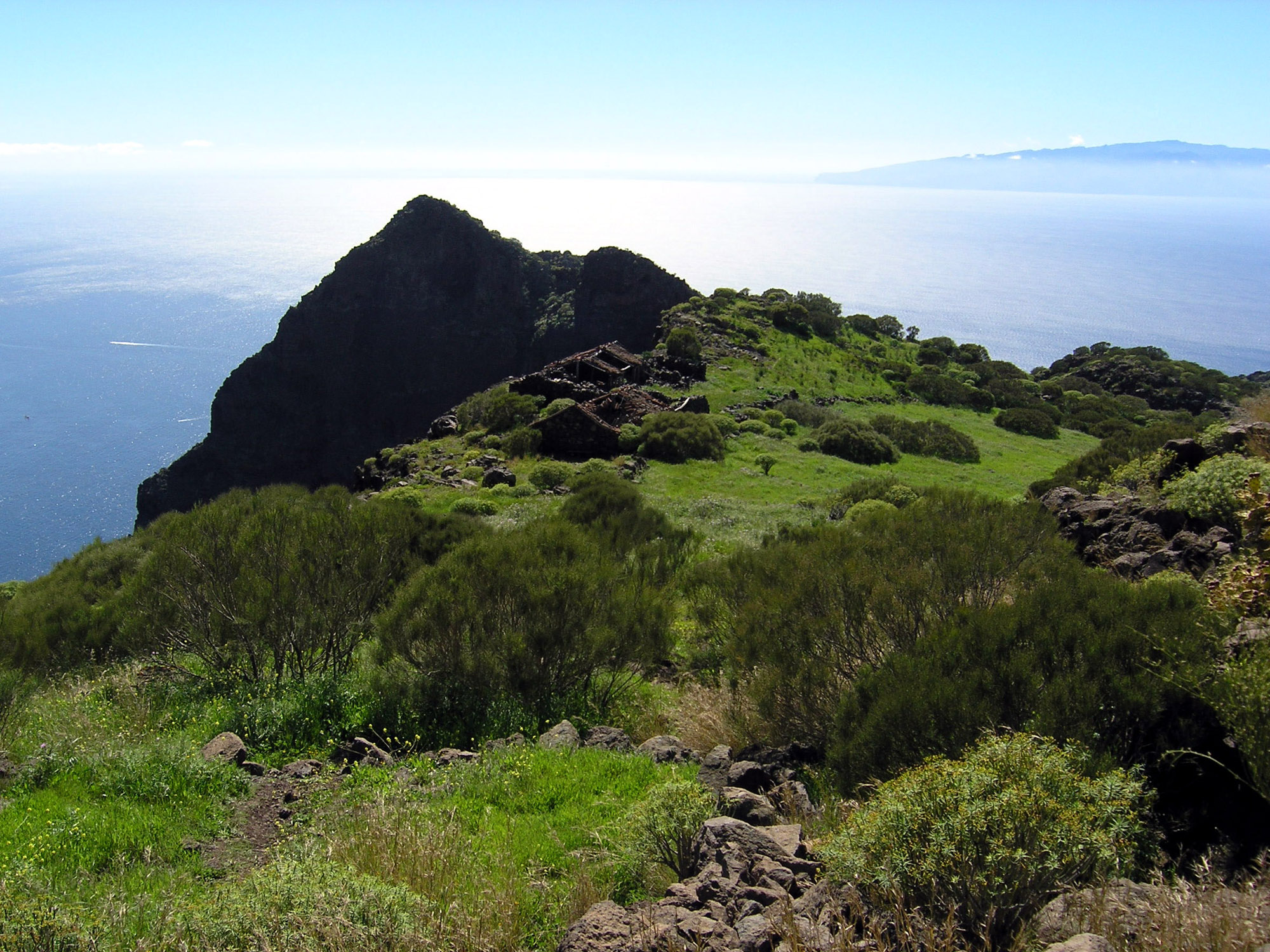
zdejší krajina
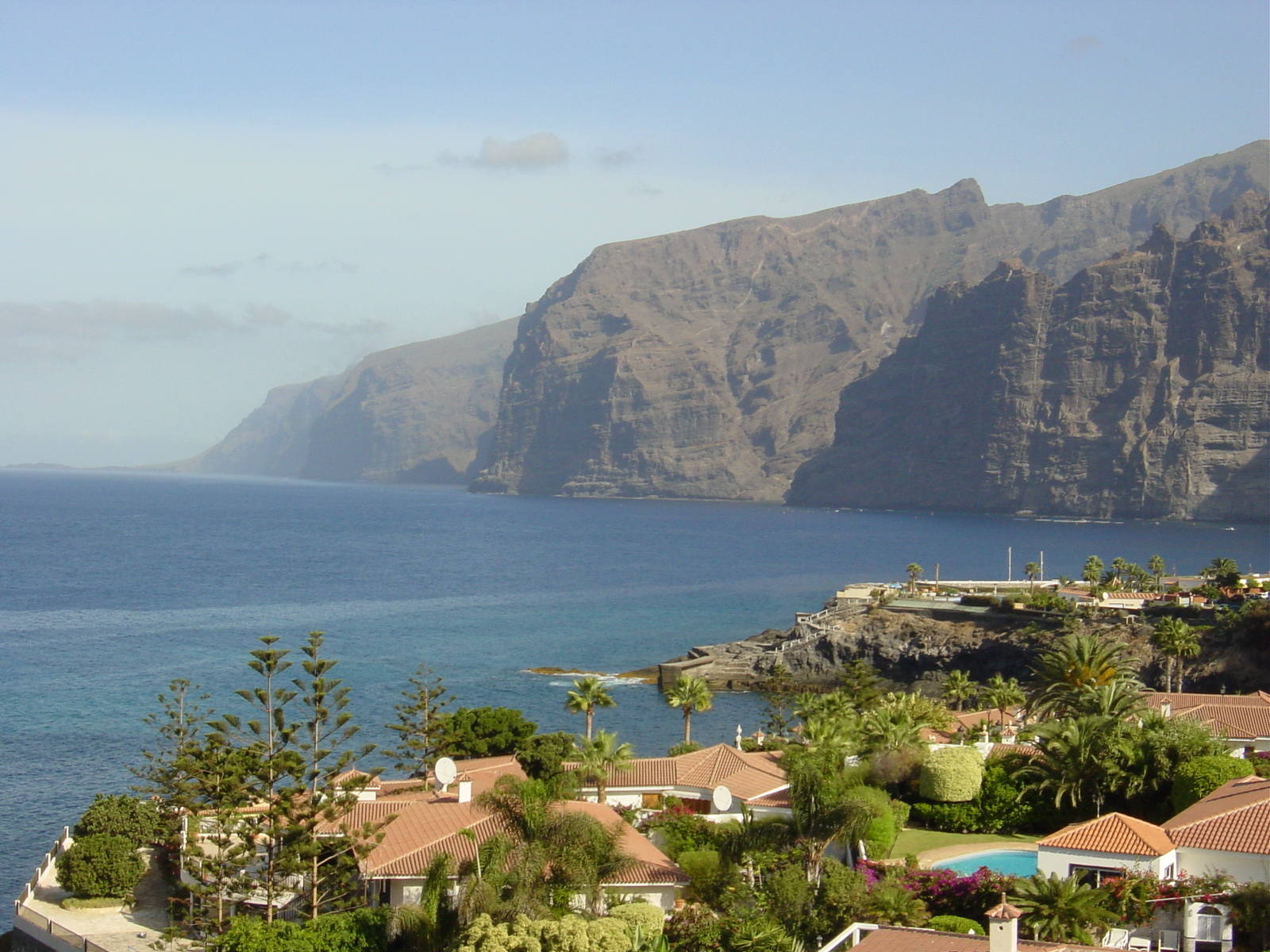
Los Gigantes
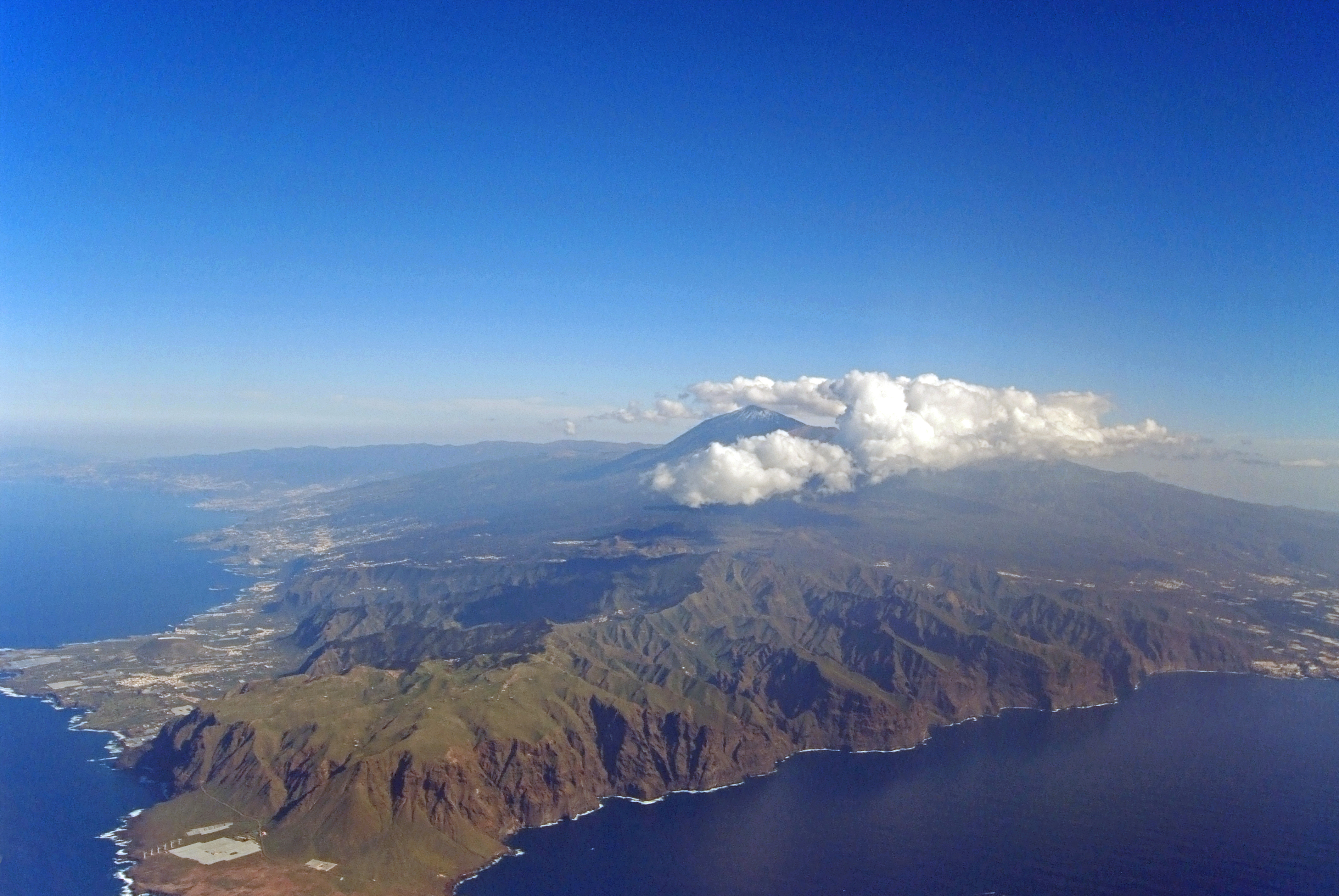
letecký snímek